# 오수정 (배우)
오수정(1988년 9월 30일 ~ )은 대한민국의 배우이자 가수이다.

### 드라마
- 2010년 ~ 2011년 MBC 월화 미니시리즈 《역전의 여왕》
- 2018년 ~ 2019년 SBS 아침 일일연속극 《강남 스캔들》 ... 최서경 역
- 2021년 Genie TV 웹 드라마 《팔로워》 여의사 역
- 2021년 ~ 2022년 채널A 월화 미니시리즈 《쇼윈도: 여왕의 집》 강비서 역
- 2022년 ENA 수목 미니시리즈 《이상한 변호사 우영우》 13~14화 산수요양원 간호사 역
- 2023년 ENA 수목 미니시리즈 《딜리버리 맨!》
- 2023년 KBS1 저녁 일일연속극 《금이야 옥이야》 ... 하유진 역

### 영화
- 2014년 영화 《이쁜 것들이 되어라》 ... 과외 선생님 역
- 2018년 영화 《필동》
- 2021년 영화 《아수라도》
- 2023년 영화 《나는 여기에 있다》 ... 성심병원 의사 역

### 음악
- 2006년 음악 《지마스터 - 아에이오우》(피쳐링)

### 연극
- 2013년 연극 《발칙한 로맨스》

### 뮤지컬
- 2013년 뮤지컬 《그리스》
- 2013년 뮤지컬 《유리 가면》
- 2013년 뮤지컬 《올 댓 재즈 - 러브 인 뉴욕》